# Mazowszany (gromada)
Mazowszany – dawna gromada, czyli najmniejsza jednostka podziału terytorialnego Polskiej Rzeczypospolitej Ludowej w latach 1954–1972.
Gromady, z gromadzkimi radami narodowymi (GRN) jako organami władzy najniższego stopnia na wsi, funkcjonowały od reformy reorganizującej administrację wiejską przeprowadzonej jesienią 1954 do momentu ich zniesienia z dniem 1 stycznia 1973, tym samym wypierając organizację gminną w latach 1954–1972.
Gromadę Mazowszany siedzibą GRN w Mazowszanach utworzono – jako jedną z 8759 gromad na obszarze Polski – w powiecie radomskim w woj. kieleckim, na mocy uchwały nr 13i/54 WRN w Kielcach z dnia 29 września 1954. W skład jednostki weszły obszary dotychczasowych gromad Sołtyków (bez kolonii Nowiny Malczewskie), Huta Mazowszańska i Trablice ze zniesionej gminy Gębarzew oraz Kotarwice ze zniesionej gminy Kowala w tymże powiecie. Dla gromady ustalono 16 członków gromadzkiej rady narodowej.
1 stycznia 1959 z gromady Mazowszany wyłączono wieś Sołtyków włączając ją do gromady Janiszpol w tymże powiecie.
Gromadę zniesiono 31 grudnia 1959, a jej obszar włączono do gromady Parznice.